# Douglas (Georgia)
Douglas – miasto w Stanach Zjednoczonych, w stanie Georgia, w hrabstwie Coffee. Według spisu w 2020 roku liczy 11,7 tys. mieszkańców. 